# Tour d'Italie 1910
Le Tour d'Italie 1910 était la seconde édition de cette compétition. Il s'est tenu du 18 mai au 5 juin 1910, long de 2 980 km répartis en 10 étapes. Il a été remporté par Carlo Galetti, à une allure moyenne de 26,113 km/h.
Sur les 101 coureurs partants, 20 rallièrent l'arrivée.
Carlo Galetti, vainqueur de deux étapes, emporta le classement final. Sur la deuxième marche du podium se trouvait Eberardo Pavesi, aussi vainqueur de deux étapes. Luigi Ganna, vainqueur de l'édition précédente et de trois étapes, prit la troisième place. Le Français Jean-Baptiste Dortignacq fut le premier coureur non italien à remporter une étape du Tour d'Italie.

## Équipes participantes
- Atala
- Bianchi
- Legnano
- Otav-Pirelli
- Indépendant

## Classement général
| Classement général final |                               |
| --- | ----------------------------- |
| \| 1. Carlo Galetti \| 114 h 24 min 00 s - 28 points \| \| 2. Eberardo Pavesi \| 46 points \| \| 3. Luigi Ganna \| 51 points \| \| 4. Ezio Corlaita \| 71 points \| \| 5. Emilio Chironi \| 77 points \| \| 6. Battista Danesi \| 87 points \| \| 7. Clemente Canepari \| 102 points \| \| 8. Giovanni Marchese \| 114 points \| \| 9. Ildebrando Gamberini \| 120 points \| \| 10. Giuseppe Galbai \| 132 points \| |                               |
| 1. Carlo Galetti | 114 h 24 min 00 s - 28 points |
| 2. Eberardo Pavesi | 46 points                     |
| 3. Luigi Ganna | 51 points                     |
| 4. Ezio Corlaita | 71 points                     |
| 5. Emilio Chironi | 77 points                     |
| 6. Battista Danesi | 87 points                     |
| 7. Clemente Canepari | 102 points                    |
| 8. Giovanni Marchese | 114 points                    |
| 9. Ildebrando Gamberini | 120 points                    |
| 10. Giuseppe Galbai | 132 points                    |

## Étapes
| Étape     | Date     | Villes étapes    | km  | Vainqueur d'étape        | Leader du classement général |
| 1re étape | 18 mai   | Milan – Udine    | 388 | Ernesto Azzini           | Ernesto Azzini               |
| 2e étape  | 20 mai   | Udine - Bologne  | 322 | Jean-Baptiste Dortignacq | Carlo Galetti                |
| 3e étape  | 22 mai   | Bologne - Teramo | 345 | Carlo Galetti            | Carlo Galetti                |
| 4e étape  | 24 mai   | Teramo - Naples  | 319 | Pierino Albini           | Carlo Galetti                |
| 5e étape  | 26 mai   | Naples - Rome    | 192 | Eberardo Pavesi          | Carlo Galetti                |
| 6e étape  | 28 mai   | Rome - Florence  | 327 | Luigi Ganna              | Carlo Galetti                |
| 7e étape  | 30 mai   | Florence - Gênes | 263 | Luigi Ganna              | Carlo Galetti                |
| 8e étape  | 1er juin | Gênes - Mondovi  | 218 | Carlo Galetti            | Carlo Galetti                |
| 9e étape  | 2 juin   | Mondovi - Turin  | 333 | Eberardo Pavesi          | Carlo Galetti                |
| 10e étape | 5 juin   | Turin - Milan    | 277 | Luigi Ganna              | Carlo Galetti                |

## Classement par équipes
| \| 1. \| Atala \| \| ATA \| - \| |       |  |     |   |
| 1.                               | Atala |  | ATA | - |